# اینچه سفلی (چالدران)
اینچه سفلی روستایی در دهستان چالدران شمالی بخش مرکزی شهرستان چالدران استان آذربایجان غربی ایران است.

## جمعیت
بر پایه سرشماری عمومی نفوس و مسکن در سال ۱۳۹۵ جمعیت این مکان ۱۵۰ نفر (۴۹خانوار) بوده‌است.